# Armada espagnole de 1597
Pour les articles homonymes, voir Armada.
Guerre anglo-espagnole (1585-1604)
Batailles
- San Juan de Ulúa
- Saint-Domingue
- Carthagène des Indes (en)
- Saint-Augustine
- Puerto Caballos (1er) (en)
- San Mateo (en)
- Guadeloupe (en)
- San Juan (1re) (en)
- Pinos (en)
- San Juan (2e) (en)
- Portobello (en)
- Puerto Caballos (2e) (en)

Açores et îles Canaries :
- Bataille des Açores
- Île Terceira
- Flores
- Las Palmas (en)
- Ferrol - Açores (en)

Eaux européennes :
- Cadix (1er)
- Calais - Gravelines
- La Corogne - Lisbonne
- Détroit de Gibraltar (1er) (en)
- Détroit de Gibraltar (2e) (en)
- Berlengas (en)
- Golfe d'Almería (en)
- Golfe de Gascogne (en)
- Cornouailles
- Cadix (2e)
- Sesimbra (en)
- Dover Strait (en)
- Golfe de Cadix (en)

Allemagne et Pays-Bas :
- Mons
- Goes
- Haarlem
- Schoonhoven (en)
- Gembloux
- Rijmenam
- Noordhorn
- Eindhoven (en)
- Arnhem (en)
- Zutphen
- L'Écluse (en)
- Berg-op-Zoom
- Rheinberg (en)
- Breda
- Deventer
- Groenlo (1er)
- Lippe (en)
- Turnhout
- Bredevoort (en)
- Groenlo (2e)
- Nieuport
- Ostende

France :
- Arques
- Paris
- Rouen
- Craon
- Blaye
- Fort Crozon
- Le Catelet
- Doullens
- Calais (2e) (en)
- Amiens

Irlande :
- Carrigafoyle
- Smerwick (en)
- Côte ouest irlandaise
- Kinsale
- Castlehaven (en)

La 3e Armada espagnole, également connue sous le nom d'Armada espagnole de 1597, est un événement naval majeur qui se déroule d'octobre à novembre 1597 dans le cadre de la guerre anglo-espagnole,.
L’Armada, qui prévoyait un troisième raid espagnol sur les îles Britanniques pendant ce conflit, est commandée par le roi d’Espagne Philippe II en représailles à l’attaque anglaise contre Cadix, qui faisait elle-même suite à l'offensive infructueuse de la 2e Armada espagnole de 1596, arrêtée par un cyclone extratropical. L'Armada est dirigée par l'Adelantado Martín de Padilla (en), qui espère intercepter et détruire la flotte anglaise commandée par Robert Devereux, 2e comte d'Essex, alors qu'elle revient de l'expédition ratée des Açores (Expédition Essex-Raleigh (en)),. Une fois ceci réalisé, l'Armada devrait s'emparer de l'important port de Falmouth ou de Milford Haven et utiliserait ces lieux comme base d'invasion.
Lorsque les Espagnols arrivent dans la Manche, ils sont pris dans une violente tempête qui disperse leur flotte et leur fait perdre plusieurs navires. Malgré tout, certains navires réussissent à débarquer des troupes sur les côtes anglaise et galloise. La flotte anglaise de retour, dispersée par la même tempête, arrive néanmoins en Angleterre quasiment indemne en n'ayant à déplorer la perte que d’un seul navire. Padilla ordonne finalement à la flotte de se retirer en Espagne,. Les navires anglais de retour capturent un certain nombre de navires espagnols, à partir desquels des informations précieuses sont obtenues sur l'Armada,.
La panique ensuite éclate en Angleterre, en partie parce que la flotte anglaise est partie en mer alors que la côte anglaise est pratiquement sans défense. La relation entre la reine Élisabeth Ire d'Angleterre et le comte d'Essex se détériore davantage et Charles Howard, premier comte de Nottingham, succède à Essex en tant que commandant de la flotte anglaise. Howard envoie immédiatement la flotte chasser les Espagnols, dont la plupart sont déjà rentrés au port. Tous les navires espagnols restants sont rassemblés et capturés avec leurs soldats et leur équipage,. Philippe II est tenu responsable de cet échec par ses commandants de l'Armada, en particulier Martín de Padilla,. Cette Armada contre l'Angleterre est la dernière que les Espagnols réaliseront sous Philippe II.

## Contexte
La guerre entre l’Espagne et l’Angleterre dure depuis près de douze ans et les objectifs n’ont guère été atteints des deux côtés. La conséquence de l'intervention de Philippe II dans la guerre de religion en France en faveur de la Ligue catholique implique que les Espagnols ont établi des garnisons côtières le long des côtes française et flamande dans les années 1580. Ces bases ont une énorme valeur stratégique car elles placent l'Angleterre sous la menace directe de la flotte et des troupes espagnoles. Pendant ce temps, l'Angleterre également intervient en France, mais en soutien du roi Henri IV, par le traité de Greenwich de 1591. Les Espagnols capturent Calais en 1596 (en), ce qui signifie qu'une invasion de l'Angleterre est réalisable. En conséquence, après des demandes françaises désespérées l'empêchant de signer la paix avec l'Espagne, les Anglais signent la Triple Alliance (en) avec la République néerlandaise et la France. L'Angleterre envoie une armada l'année suivante sous le comte d'Essex et Charles Howard à Cadix, qui est capturée et renvoyée. Philippe, en colère, prend rapidement en considération la défense de la péninsule.
Dans une déferlante vengeresse après la défaite de Cadix, Philippe II ordonne qu'une grande armada fasse de même en Angleterre en prenant le port français de Brest. Juste après leur départ, la flotte est anéantie lors des tempêtes d'automne au large du cap Finisterre, causant de lourdes pertes en navires (compris quelques galions appelés les Apôtres), hommes, fournitures et argent. L'opération est ruineuse; les deux navires transportant les bons de paiement ont été engloutis dans les flots. Le roi d'Espagne, persévérant, ordonne une nouvelle invasion malgré les avis défavorables des Cortes Generales qui prétendent que les fonds ne sauraient être disponibles à temps. En conséquence, Philippe demande la dissolution des Cortes tandis qu'une crise financière pointe son nez. La défaite de Cadix, l'échec de l'Armada ainsi que la guerre en France et aux Pays-Bas cette année-là signifient pour l'Espagne une nouvelle banqueroute; la troisième du règne de Philippe. En plus des malheurs des rois et de l’Espagne, une mauvaise récolte commence à faire sentir ses effet en Espagne et des milliers de personnes sont touchées. Ce qui provoque beaucoup de protestations, car la population est incapable de payer l'impôt. La formation de la triple alliance rend difficile l’obtention de céréales en provenance de l’étranger. Malgré cela, la flotte est difficilement mobilisée et des hommes sont forcés de servir à travers l'empire. On compte beaucoup sur les affaires italiennes pour compenser les pertes causées par l'armada défaillante de l'année précédente, en fonds et en fournitures,.

### L'Armada

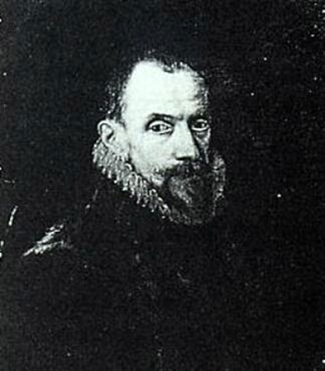
Juan del Aguila - Maître général de l'Armada

Pedro Lopez de Soto, secrétaire de l'Adelantado, de Castille, doit commander la flotte. Selon Lopez de Soto, l'ensemble de la force est énorme en termes d'hommes et de ravitaillement. L’objectif premier était de soutenir en Irlande la montée des rebelles sous la houlette de Hugh O'Neill, comte de Tyrone, mais les hauts commandants espagnols veulent plutôt attaquer l’Angleterre. Le roi d'Espagne intervient cependant et ordonne une attaque sur Brest afin de détourner des troupes de la garnison située dans les Pays-Bas. Quand on apprend que les Anglais naviguent de nouveau en force sous Essex et sont les premiers sur les côtes de la péninsule, puis naviguaient autour des Açores pour capturer la flotte des Indes, la cour espagnole est sous le choc. Cette nouvelle met en péril le système que Philippe a mis en place pour lui. Le roi est à ce point désireux de se venger qu'il se résout à précipiter les opérations, aux dépens même de sa préparation,.
À La Corogne, la flotte est rassemblée sous le commandement de Juan d'Aguila en tant que maître général de campagne et de Martín de Padilla Adelantado, commandant des troupes d'invasion. Le plan cette fois abandonne l'Irlande avec pour nouvel objectif le port de Falmouth dans les Cornouailles. Les Espagnols doivent tenir la ville et le port et forcer Élisabeth à la paix ou espérer attirer les fidèles catholiques et susciter leur soutien. On estime que l'ambition de cette tentative d'invasion est de beaucoup plus grande que celle de 1588. Les navires de troupes doivent prendre Falmouth, tandis que les navires de guerre interceptent et détruisent la flotte d'Essex qui revient des Açores. L'autre cible en mode dégradé ainsi qu'en diversion stratégique est Milford Haven au pays de Galles, un bon terrain d'atterrissage à partir duquel Henri VII avait débarqué ses hommes pour vaincre le roi Richard III en 1485. Un observateur espagnol note que Milford est habité par de nombreux catholiques hostiles aux Anglais. Les véritables intentions de l'Armada sont toutefois déroutantes pour les capitaines et les officiers, car ils ne savent pas vraiment s'il s'agit d'une invasion, d'un raid ou d'une interception navale. Par peur des espions et des déserteurs dans la flotte, seul le haut commandement est informé, et ils ne courent aucun risque. Tout doit être révélé à l'approche de la Manche.

Emplacement de Milford Haven au Pays de Galles

La prise et la détention de Falmouth ou de Milford est une stratégie que les Espagnols utilisent pour rendre sa pièce à l'Angleterre en représailles de la saisie de Cadix. Ce qui servirait à son tour de monnaie d'échange pour obliger les troupes anglaises à se retirer du continent, tant en France que dans les Provinces-Unies. S'ils ne le faisaient pas, les lieux capturés seraient également utilisés comme base avancée pour le harcèlement du commerce anglais et néerlandais,.
En tout, 108 navires se trouvent à La Corogne, la plupart des autres navires vont se joindront à la flotte depuis d'autres ports. Le 1er octobre, la flotte compte 136 navires de 34 080 tonnes  dont 44 galions royaux d’une jauge totale de 12 686 tonnes; 16 navires marchands, de 5 880 tonnes, 52 hourques allemandes et flamandes pour les fournitures, de 15 514 tonnes, et 24 caravelles, pinasses et barques. 8 634 soldats, 4 000 marins, un total de 12 634 hommes et 300 chevaux. Carlos de Amésquita (en) qui a effectué un raid sur les Cornouailles deux ans plus tôt, fait partie de cette flotte de 32 transports de troupes d’Andalousie. Celles-ci transportent les unités militaires espagnoles d'élite connues sous le nom de tercios. Nombre d'entre eux viennent de domaines espagnols en Italie tels que Naples et de Lombardie et ont été rarement battus au combat.
L’armada espagnole de 1597, aussi incomplète soit-elle, part de La Corogne le 18 octobre; mais avec une force militaire très différente de celle annoncée par l'estimation de Lopez de Soto.

## Exécution
L'Armada quitte La Corogne et Ferrol après quoi une flotte sous l'amiral Diego Brochero (es) doit en rencontrer une autre de Blavet en Bretagne (sous domination espagnole) avec un millier d'hommes sous les ordres de Pedro de Zubiaur (en). Zubiaur les rejoint pour un conseil de guerre chargé de régler les derniers détails du débarquement.
Le 17 octobre 1597, après trois jours de navigation par beau temps, la flotte arrive dans la Manche, après s'être avancée sans opposition vers les côtes anglaises. Dans leur progression, une barque anglaise est interceptée, coulée, et ce qui reste de l’équipage fait prisonnier.

### Tempête

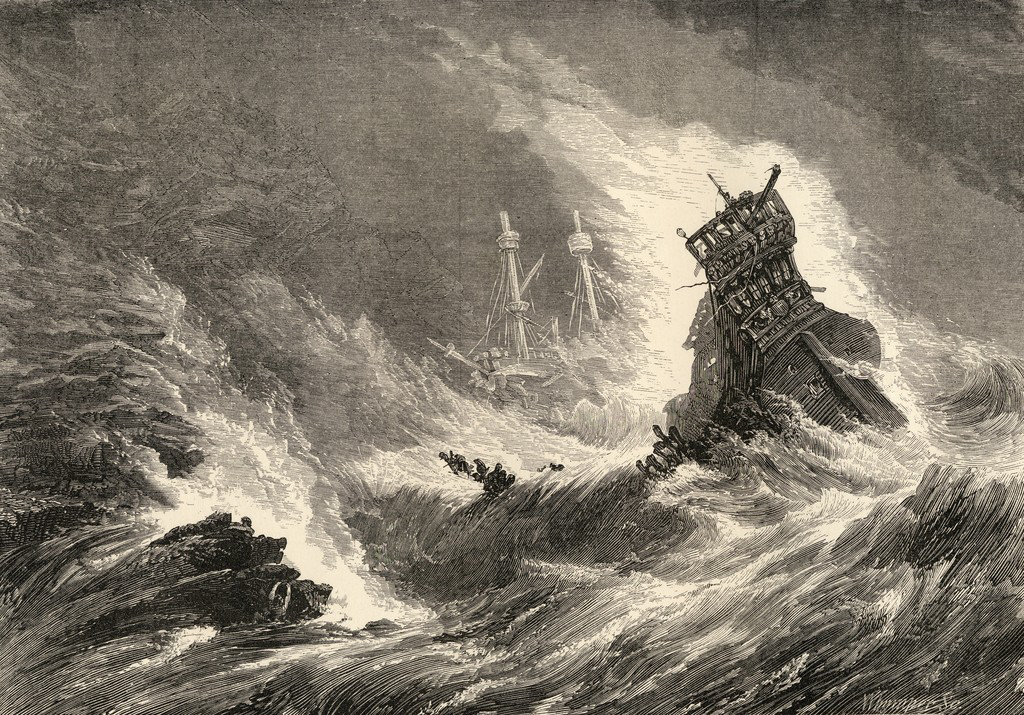
Navires espagnols dans une tempête

Les événements prennent par la suite une nouvelle tournure lorsque le temps tourne à la tempête; un vent d’est se transforme en tempête et l’orage continue quelques jours. Cette fois cependant, il n’y a pas les conséquences catastrophiques de 1588 et les Espagnols sont plus organisés dans les communications entre navires.
Au début, l’Adelantado tente de surmonter la tempête dans l’espoir que le temps se calme; mais à l'aube le lendemain, les vents ne font que s'intensifier. La tempête souffle pendant trois jours, les pertes en navires espagnols augmentent, le San Lucas s'échoue devant la péninsule de Lizard, jetant à terre chevaux et mules. Le galion transportant Don Pedro Guevera - général d'artillerie, prend feu, explose et disparait à jamais. Un autre grand navire doté d'équipements de siège et de produits inflammables (destiné à brûler des navires anglais à Falmouth) subit une explosion catastrophique qui emporte avec lui un navire français affrété rempli de soldats. Un seul des grands galions coule; le San Bartolomé, quand il se brise sur des rochers près des îles Scilly. À San Pedro, Brochero doit quitter la station pour se rendre dans un port de Biscay, car le navire est trop endommagé, mais il reprend la mer dans un bateau de Vlie et rejoint l'armada. Il tente de les rallier dans un dernier effort pour se poser à Milford Haven, Waterford, Cork ou Brest. Dans la nuit du 25 octobre, voyant les courants incessants, il ordonne à contrecœur aux navires restants de se séparer et de se disperser, chacun pensant à sa propre sécurité.

### Interceptions et atterrissages
Un navire espagnol démoli par la tempête est capturé au large des îles Scilly par une pinasse anglaise. Même s'il coule sur le chemin de Penzance, les prisonniers, compris le capitaine, le maître et le commissaire, sont amenés et envoyés à Falmouth. Ici, le capitaine anglais rapporte que la flotte espagnole se trouve à une trentaine de lieues des îles Scilly. De plus, les prisonniers espagnols ont avec eux des lettres et des plans pour leur rendez-vous à Falmouth. C'est la première fois que l'Armada se trouve au large des côtes de Cornouailles et le Conseil privé immédiatement se réunit. Cependant, des preuves, consistant en un seul navire, ne saurait suffire. En outre, la flotte anglaise n'est pas encore arrivée; ils ne peuvent passer commande, payer et approvisionner la flotte que dans l’espoir qu’elle reviendra à temps. Les quelques navires dans la région, y compris le Vanguard (en), sont immédiatement envoyés, et le cousin de la reine, le comte d'Ormonde, reçoit le commandement de toutes les forces militaires d'Irlande au cas où les navires espagnols décideraient d'y atterrir. Élisabeth elle-même apprend l'existence de la flotte espagnole le 26 octobre, deux jours après l'ouverture du Parlement.
La tempête a eu un effet énorme sur la flotte espagnole. Plusieurs navires sont balayés beaucoup plus au nord de Cornouailles jusqu'à la côte galloise. Les capitaines espagnols se rencontrent ensuite conformément aux instructions. Trois navires espagnols s'approchent du Pembrokeshire et se dirigent vers Milford Haven, l’objectif secondaire. Le Nuestra Senora Buenviage, une caravelle de 40 tonnes, est drossée à terre par la tempête à Milford Haven, où elle est capturée puis pillée. Elle a de l'or et de l'argent à son bord et la milice galloise s'y bat avec un homme blessé. Un autre navire échoue près d'Aberdyfi le 26 octobre; le Bear of Amsterdam, 120 tonnes. Une navigation médiocre a pour conséquence qu'il manque Milford Haven, mais qu'il emprunte plutôt l'estuaire de Dyfi. Ils débarque des hommes à terre mais qui sont pris en embuscade par la milice du Merionethshire, après deux hommes tués et quatre capturés. Ils se retirent sur leur navire mais ne peuvent partir faute de vent. Au large de l'île de Caldey, un navire du trésor espagnol de Dunkerque s’échoue, mais le désordre qui règne parmi la population locale permet au navire de s’échapper. La principale force espagnole débarque 700 soldats d'élite sur une plage près de Falmouth et s'enfonce dans l'attente de renforts. Les milices galloises et anglaises commencent à arriver en grand nombre (bien que mal armées), mais la flotte espagnole est toujours désespérément dispersée. Sans aucun espoir de se renforcer, les Espagnols se réembarquent dans l'obscurité après seulement deux jours à terre,.

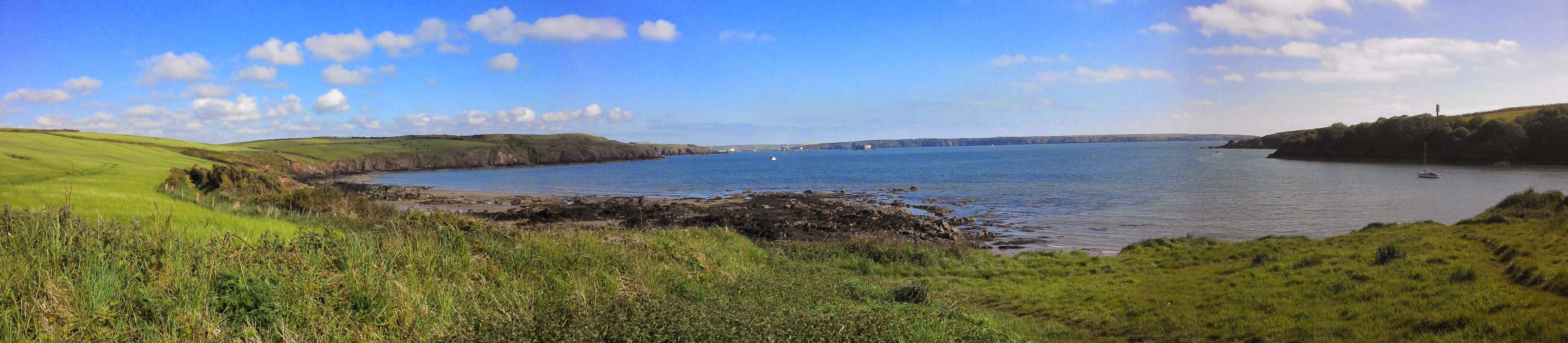
Panorama de la plage de Sandy Haven près de Milford Haven - quelques navires espagnols se sont retrouvés ici

### Préparations en Angleterre
La rumeur sème la confusion et Plymouth et ses environs sont en alerte. Sir Ferdinand Gorges, gouverneur du fort de Plymouth, place une garde de 500 hommes dans la ville et une pinasse est envoyée en observation de la flotte espagnole. Gorges est informé des débarquements à Cornwall et au pays de Galles et de l'observation de navires espagnols, et il envoie immédiatement l'information au Parlement et à la reine à Londres dans les meilleurs délais. La panique s'installe dans une grande partie de l'Angleterre et du pays de Galles. Des troupes sont rappelées d'Amiens en France (elles ont récemment été capturées par la force anglo-française le mois précédent), mobilisation de troupes dans l'Ouest du pays. Charles Blount, 8e baron Mountjoy, reçoit le commandement des forces terrestres anglaises tandis que les quelques galions de Chatham sont envoyés sur les côtes de Cornouailles et du Devon. Bien que dispersés par une tempête, ils atteignent Falmouth quelques jours plus tard, mais à leur arrivée, ils ne trouvent aucun navire espagnol.
Dans le même temps, certains navires espagnols sont encore présents au large des côtes anglaises; brouillant dans la confusion sans pouvoir accoster à aucun port. Finalement, avec un vent arrière, Brochero donne l'ordre de rentrer en Espagne et ils retourent en désordre à La Corogne.

### Arrivée de flotte anglaise

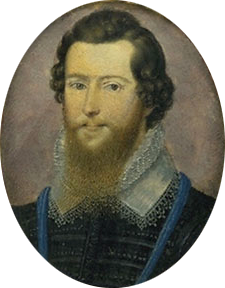
Le comte d'Essex

Le 23 octobre, le lendemain de l’ordre de dispersion des Espagnols, des éléments dirigeants de la flotte anglaise commencent à revenir à Falmouth, Plymouth et Dartmouth, mais étonnamment, ils manquent complètement la flotte espagnole en repli. À un moment donné, les flottes anglaise et espagnole se trouvent sur des lignes convergentes. À son arrivée, Essex append rapidement de la situation à Mountjoy et tous deux sont surpris de savoir comment la flotte anglaise a manqué les Espagnols. Essex immédiatement écrit une lettre sur lettre au Parlement et à la reine afin de sauver la situation. Initialement, il était investi par la reine avec tous les pouvoirs qui lui avaient été transmis; l'escadron de la Manche reçoit l'ordre de rejoindre son drapeau. Peu après, le gouvernement est impressionné par ses actions et sa compréhension des intentions de la flotte espagnole; la capture de Falmouth ou de Milford Haven ou l'interception de la flotte anglaise aux Açores. Cependant, peu de temps après, dans une lettre enthousiaste de la reine, elle lui donna raison de ses échecs aux Açores et de l’avènement de l’Angleterre, qui n’avait pas été gardée. Essex se rendit immédiatement au tribunal pour expliquer ses actes, mais il doit faire face à une désapprobation glaciale de la reine. Après quoi, il rentre chez lui à Wanstead pour soigner sa misère. Howard d'Effingham en l'absence d'Essex reçoit le commandement de la flotte pour s'assurer que la menace est atténuée.
Quelques jours plus tard, arrive le dernier des Anglais, qui comprend le vice-amiral de la flotte, Sir Walter Raleigh, dans le galion Warspite sous le commandement de Sir Arthur Gorges, qui est balayé autour de St Ives. Warspite se dirigeait vers le port pour des réparations mais aperçoit rapidement une barque espagnol et une pinasse. Gorges les intercepte et, après une très brève action, les capture avec soldats et équipage, puis emporte les trophée à St Ives. Juan Triego, le capitaine de la pinasse, est interrogé par Gorges et Raleigh; il est obligé de donner les plans et des dispositions espagnols. Ils apprend également que les Espagnols ont déjà rassemblé des informations sur la côte anglaise un an auparavant. Le capitaine de la barque, Perez également confirme la même information. Les autres officiers prisonniers et capitaines de St Ives et de Milford Haven sont interrogés. Des informations détaillées sur la force et l'organisation de la flotte sont obtenues, et sa taille formidable pour la première fois est clairement comprise. La flotte espagnole est à dix lieues à peine de Lizard, même si le danger est encore réel. Les rapports de navires anglais revenant des Açores signale qu'ils ont aperçu des navires espagnols, quoique de très loin.

### Sortie

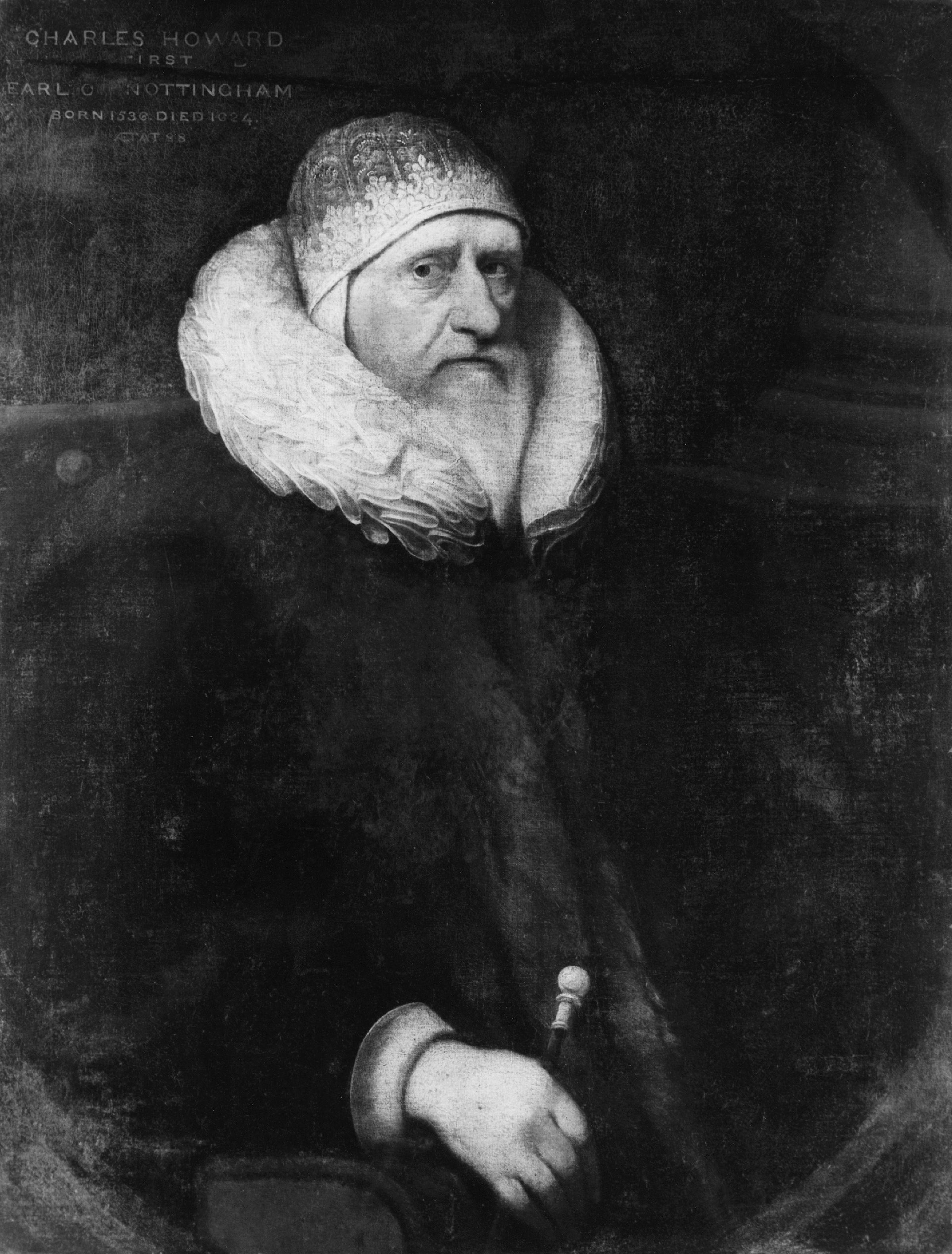
Charles Howard, 1er comte de Nottingham

Raleigh, nommé lieutenant général, quitte St Ives par la route et rejoint Howard à Plymouth. Les anglais mettent rapidement à la mer une petite flotte (une grande partie de l'équipage est épuisé par l'expédition aux Açores) pour poursuivre les Espagnols. Mountjoy prend le commandement à terre, organisant les troupes et la milice de Plymouth et des environs, bientôt renforcées par des troupes des Pays-Bas. Au moment où les Anglais prennent la mer, les principaux éléments espagnols sont déjà bien arrivés à La Corogne, bien que les Anglais n'en sachent rien. Les Anglais fouillent le golfe de Gascogne jusque dans les ports de l’Ouest français à la recherche de preuves de l’arrivée des Espagnols.
Le 30, un navire de guerre commandé par le capitaine Bowden de la flotte de Howard intercepte et capture un navire de la flotte espagnole au large du cap Finisterre. La prise consiste en un flyboat - transportant un capitaine d’armée et 40 soldats aux côtés de marins; Bowden l’embarque et l’emmène avec un équipage de seulement 28 hommes et garçons. Le capitaine et les officiers sont à nouveau interrogés et les mêmes preuves de l'invasion espagnole sont données, mais la nouvelle cette fois est que le capitaine n'a vu qu'un petit groupe, se dirigeant à une trentaine de lieues des côtes espagnoles. Sir George Carew dans l'Adventure donne de nouvelles preuves de la retraite espagnole. Après une tempête, il voit et immédiatement poursuivit onze navires portant le drapeau de Castille qui rentrent en Espagne après une tempête. Les navires espagnols sont trop éloignés pour être interceptés. Carew rejoignit Howard avec la flotte principale pour donner la nouvelle. Ces deux rapports signifient que l'invasion est effectivement terminée; Howard et Raleigh renvoient la flotte à Plymouth afin de signaler la nouvelle au Parlement et au tribunal.

### Fin
Le seul navire espagnol dans la région gauche de l'Armada; le Bear of Amsterdam de 120 tonnes est toujours à Aberdyfi. Au bout de dix jours, à cause du manque de vent, la milice ne peut aborder le Bear of Amsterdam, car il n'y avait pas de bateaux adéquats. Une tentative de brûler le navire est contrecarrée par le vent et le Bear of Amsterdam finalement part. Il est conduit autour de la péninsule de Cornouailles et balayé dans le chenal par un coup de vent d'est causant des dommages. Espérant déjà voir les Espagnols à Falmouth, le navire est capturé non loin de là, le 10 novembre par une escadre anglaise en attente. Il est conduit à Dartmouth avec 70 Espagnols faits prisonniers. Il s’agit du dernier navire de l’Armada à être capturé.

## Conséquences
À la mi-novembre, il était manifeste que l'invasion de l'Armada espagnole avait échoué alors que des restes flottants de navires espagnols arrivaient sur la côte anglaise. La flotte, les milices et les troupes sont mises en alerte, mais on se rend compte que le danger est passé et elles ont donc été dispersée pour les quartiers d'hiver. Les troupes venues du continent reviendraient en Hollande ou en France une fois que la situation apaisée.
Au total sept navires et environ 15 autres navires ont été coulés; Au total, six navires espagnols de l'Armada ont été capturés par les Anglais dans le sud-ouest de l'Angleterre et du Pays de Galles de l'Ouest. Un seul grand galion a été perdu, alors qu'un Hulk marchand a été capturé par les Français dans lequel ses 300 membres d'équipage ont été emprisonnés. Au total, entre 1 500  et   2 000 soldats, marins et civils ont été perdus, capturés ou sont tombés malades. Le 21 novembre, un rappel a porté le nombre de navires à La Corogne à 108 navires, et nombre d'entre eux nécessitaient des réparations, tandis que l'ensemble de la flotte nécessitait de nouvelles provisions, notamment des victuailles. Avec ces pertes, l'échec de la campagne a mis fin à tout espoir de mener une attaque pour le reste de l'année. En outre, le noyau des catholiques anglais ne s'est pas soulevé en rébellion, même si la flotte espagnole en approche leur était connue. En fait, beaucoup s'étaient même exprimés pour qu'on les combatte. Selon les commandants espagnols, le roi Philippe avait plus confiance en Dieu qu'en une préparation de la flotte; Padilla était tellement irrité par le manque de préparation qu'il le dit au roi d'Espagne: « If your majesty decides on an attempt on England, take care to make preparations in good quantity and in good time and if not then it is better to make peace. »

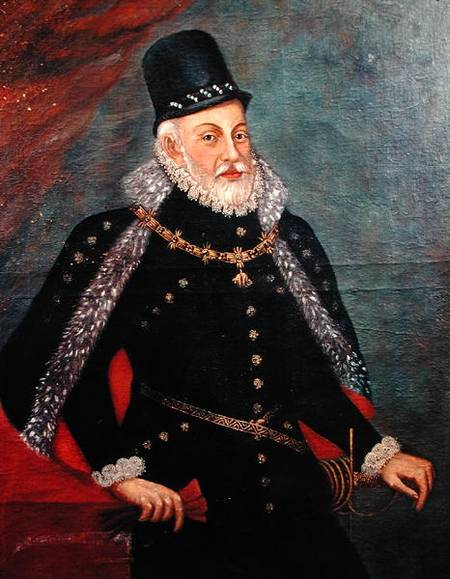
Philippe II d'Espagne

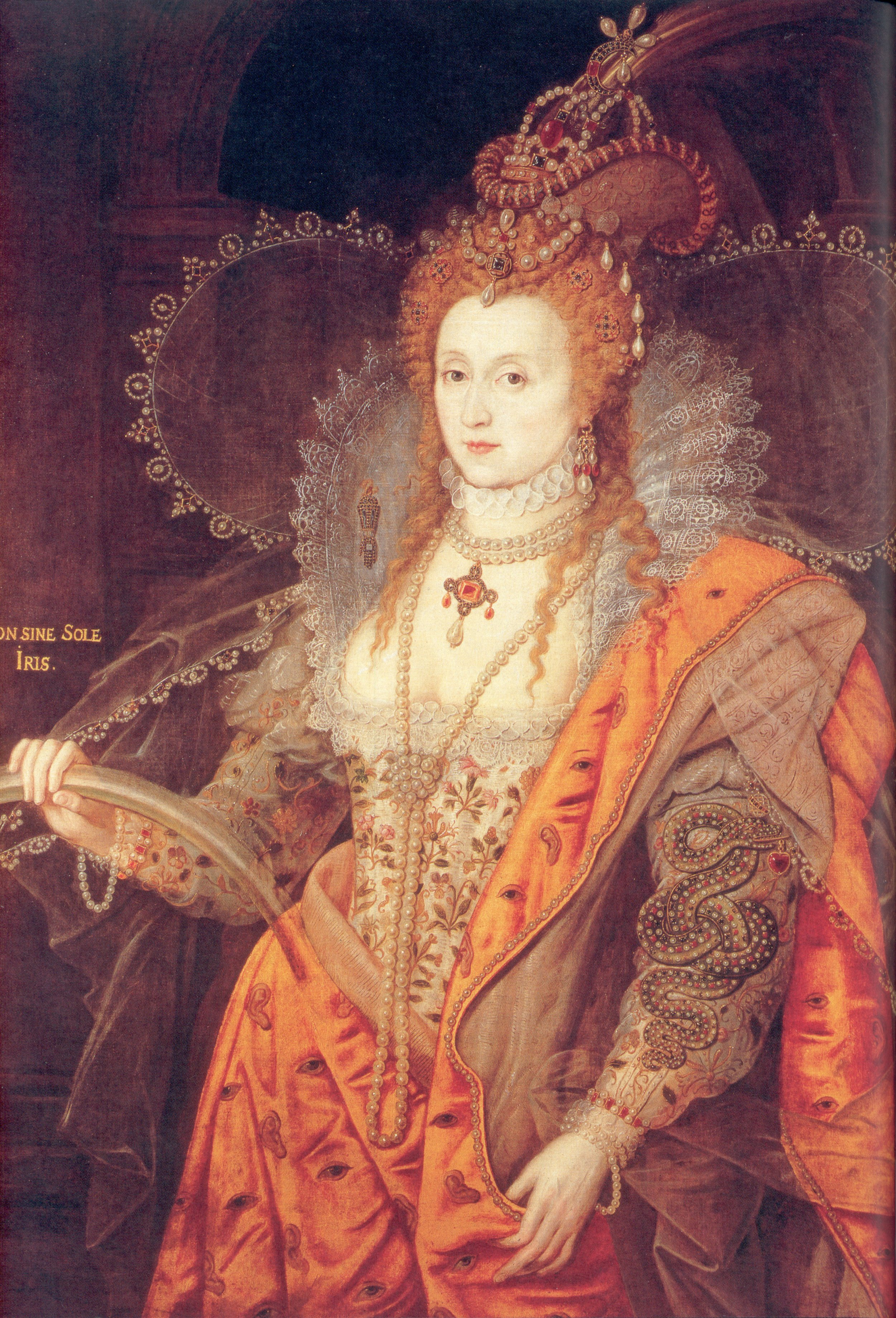
Élisabeth Ire d'Angleterre

Le roi d'Espagne fut désemparé par la nouvelle et il sut qu'il était impossible de tenter une troisième armada. Il tomba ensuite malade, est paralysé et s'enferma dans son palais. Des feux et des processions dans toute l'Espagne furent allumés dans l'espoir qu'il retrouve sa santé. Avant de tomber malade, Philip avait manifesté sa volonté de ne vouloir que la paix. Son état de santé ne s’améliora pas et il mourut l’année suivante.
Pour les Anglais et en particulier pour la reine Élisabeth, il était plus question de chance quant à la façon dont l'Angleterre avait été sauvée. Cependant, elle était mécontente d'Essex du fait que l'expédition aux Açores avait été un échec et que celle-ci avait laissé le littoral anglais sans défense. Les Anglais obtinrent des informations essentielles des navires et des prisonniers espagnols capturés. En quelques jours, ils apprirent ce qui se passait, les objectifs et la stratégie globale de l'armada espagnole dans son ensemble, alors que les navires se trouvaient au large des côtes anglaise et galloise. À son retour, Howard fut récompensé peu après par la reine et fut fait comte de Nottingham.
Des leçons furent toutefois tirées, en particulier à Falmouth, où l'ingénieur militaire consultant de Mountjoy, Paul Ivey, fut chargé de renforcer les châteaux de St Mawes (en) et de Pendennis,, immédiatement mis en vigueur. Selon les informations fournies par les prisonniers, une tentative d’invasion aurait dû être tentée l’été suivant, mais seulement si la prise de Falmouth ou de Milford avait réussi. Cela a été confirmé par un espion anglais en Espagne, qui a commenté la confusion et le malheur des espagnols qui en a résulté, mais qui se sont vantés de ce qu'ils feraient au printemps prochain. Les défenses de Plymouth et de Milford Haven furent également améliorées, de même que les unités de milice formées à l'art de la guerre. Les deux compagnies de fantassins anglais des Pays-Bas installées dans les Cornouailles, les troupes anglaises de France en attente, revinrent pour combattre avec Henri IV en Bretagne, jusqu'à la clôture de la guerre franco-espagnole avant la signature de la paix de Vervins.
Les Espagnols ne s'essayèrent plus jamais à une grande armada navale dirigée vers l'Angleterre. Le coût avait presque été ruineux pour l'Espagne et avait à nouveau failli mettre les finances du pays en banqueroute. Ce n’était pas un échec aussi grave que les années précédentes, car les lingots d’or et d’argent arrivaient toujours en nombre en provenance des Amériques. La dette insurmontable augmenta et, peu après la campagne, un nouvel accord a fut conclu pour la résorber.
L’échec de l’Armada céda effectivement l’initiative navale à l’Angleterre, qui put encore lancer des expéditions en Espagne sans trop de difficultés. Pour la première fois dans l'histoire de la marine anglaise, des blocus en mer efficaces sont lancés avec des expéditions telles que celle dirigée par William Monson (en) et Richard Leveson, notamment à Sesimbra en 1602. Ils purent également défendre la Manche quand, quelques mois plus tard, une flotte espagnole de galères fut vaincue par une force anglo-néerlandaise. Ce n’est qu'une fois la paix conclue que l’Espagne pourrait préserver ses colonies et ses navires marchands sur les chiens des mers d’Angleterre,.
Le nouveau roi Philippe III en 1598 plus prudent sur le conseil du duc de Lerma fera toutefois une tentative supplémentaire. Cette fois en Irlande en 1601, en soutien des clans irlandais sous les ordres de Hugh O'Neill alliés contre la domination anglaise. Cette fois, l’Armada réussit à mettre en place une force beaucoup plus réduite dirigée par Juan del Águila et Pedro de Zubiaur, après une nouvelle tempête qui de nouveau fit quasi échouer l’opération. Cette aventure également aboutit à un désastre lorsque toutes les forces espagnoles durent capituler, après la défaite de la bataille de Kinsale.

## Recueil
- Les événements sont l'intrigue du roman historique, The Grove of Eagles de Winston Graham

## Voir également
- Invincible Armada
- Armada espagnole de 1596